# MHC klasy I
Cząsteczki głównego układu zgodności tkankowej klasy I, cząsteczki MHC klasy I – grupa białek występująca na powierzchni praktycznie wszystkich jądrzastych komórek szczękowych kręgowców, kodowana przez zespół genów określanych jako główny układ zgodności tkankowej. Odgrywają one kluczową rolę w prezentacji antygenów pochodzenia wewnątrzkomórkowego (np. antygenów wirusowych czy nowotworowych). Antygeny te (peptydy) wiążą się z MHC klasy I i po przeniesieniu na powierzchni komórki są rozpoznawane przez limfocyty cytotoksyczne CD8+. Poza tym odpowiedni poziom cząsteczek MHC klasy I na powierzchni zdrowych komórek hamuje naturalną cytotoksyczność komórek NK, dzięki czemu unikają one uśmiercenia.
MHC klasy I pozwalają na identyfikację własnych komórek, stanowią jeden z najważniejszych czynników określających tożsamość biologiczną osobnika, swego rodzaju „dowód osobisty”. MHC nazywane są również antygenami zgodności tkankowej, które pełnią ważną rolę w odrzuceniu przeszczepu. W odniesieniu do ludzi synonimem MHC jest HLA – tzw. ludzkie antygeny leukocytarne (human leucocyte antigens).

## Budowa i zmienność

Schemat budowy MHC klasy I

Cząsteczki MHC klasy I są białkami błonowymi, glikoproteinami zbudowanymi z dwóch łańcuchów – lekkiego i ciężkiego, połączonych ze sobą niekonwalencyjnie. Łańcuch lekki (12 kDa) stanowi β2-mikroglobulina kodowana u ludzi na chromosomie 15, poza kompleksem genów MHC, niewykazująca polimorfizmu (zróżnicowania między osobnikami).
Łańcuch ciężki (α; 40–45 kDa) składa się z N-końcowego fragmentu zewnątrzkomórkowego (ok. 80% długości łańcucha), krótkiego hydrofobowego fragmentu przechodzącego przez błonę oraz krótkiego fragmentu hydrofilowego znajdującego się wewnątrz komórki. Łańcuch ten kodowany jest u ludzi przez 3 geny w obrębie kompleksu genów MHC znajdujące się na chromosomie 6: HLA-A, HLA-B i HLA-C. Ze względu na niewielkie odległości między nimi są typowo dziedziczone en bloc od każdego z rodziców (tzn. jako zestaw, tzw. haplotyp). Każdy osobnik może mieć do 6 różnych alleli (tj. produkować maksymalnie 6 wariantów) MHC klasy I, jednak wszystkich możliwych wariantów tych genów u ludzi jest po kilka tysięcy – wykazują one olbrzymi polimorfizm. Dziedziczenie przebiega zgodnie z prawami Mendla, więc szansa, że dwoje rodzeństwa będzie miało takie same allele wynosi 1:4.
Fragment zewnątrzkomórkowy łańcucha ciężkiego złożony jest z trzech domen tworzących pętle: α1, α2, α3. Domena α3 jest rozpoznawana przez koreceptor CD8 na limfocytach T cytotoksycznych i nie wykazuje ona polimorfizmu (zmienności). Z kolei domeny α1, α2 wykazują znaczny polimorfizm. To właśnie te zewnętrzne domeny są najbardziej oddalone od błony komórkowej i tworzą rowek wiążący peptyd (antygen) prezentowany limfocytom T. Rowek w MHC klasy I może wiązać krótkie peptydy składające się zwykle z 8–10 aminokwasów (dla porównania MHC klasy II mogą wiązać peptydy złożone z od kilkunastu do ponad dwudziestu aminokwasów, i peptydy te mogą tam wystawać po obu stronach rowka).
Ze zmiennością MHC wiążą się też różnice w zdolności zakotwiczenia danego peptydu w rowku. Gdyby MHC wykazywały niewielki polimorfizm, patogeny (np. wirusy) mogłyby teoretycznie wyewoluować w taki sposób, że żadne peptydy pochodzące od nich nie wiązałyby się z MHC klasy I i w związku z tym nie byłyby zwalczane przez limfocyty cytotoksyczne. Dzięki dużej zmienności istnieje natomiast bardzo duże prawdopodobieństwo, że w populacji znajdą się osobniki z MHC zdolnymi do wiązania danego antygenu, co tym samym da możliwość przeżycia przynajmniej niektórych. Jedna cząsteczka MHC klasy I na ogół jest w stanie związać tysiące peptydów o różnej sekwencji, ale mających wspólne 2–3 aminokwasy kotwiczące. Na poziomie osobnika możliwość kodowania 6 różnych MHC klasy I daje mu przewagę w porównaniu do możliwości kodowania mniejszej liczby. Wiele badań wskazuje, że ludzie za atrakcyjniejszy uznają zapach osób o MHC istotnie różniących się od ich własnego, co tłumaczy się większymi szansami na przeżycie ich potencjalnego potomstwa.
Klasyczne cząsteczki MHC klasy I określane są czasem cząsteczkami MHC klasy Ia, natomiast nieklasyczne (nietypowe) – cząsteczkami MHC klasy Ib. Do takich nieklasycznych cząsteczek w przypadku człowieka należy HLA-E, HLA-F, HLA-G. Wykazują one ograniczony polimorfizm lub nie wykazują go wcale, mogą też prezentować inny rodzaj antygenów pochodzenia wewnątrzkomórkowego rozpoznawanych przez inne receptory.

## Prezentacja antygenu z udziałem cząsteczek MHC klasy I i ich ekspresja
Cząsteczki MHC klasy I znajdują się na prawie wszystkich komórkach kręgowców zawierających jądro komórkowe. Prezentowane są na nich antygeny endogenne, czyli syntetyzowane wewnątrz komórki, obejmując białka cytoplazmatyczne, jądrowe i błonowe. W zdrowych komórkach peptydy prezentowane przez MHC klasy I będą pochodziły z rozłożonych białek należących do tego osobnika i nie będą wywoływać żadnej odpowiedzi immunologicznej. W innym przypadku mogą to być antygeny pochodzące z białek rozwijających się wewnątrz komórki wirusów, mikroorganizmów, białek ze sfagocytowanych mikroorganizmów czy nieprawidłowych własnych białek powstałych w wyniku mutacji jak w przypadku nowotworów. Dzięki tej prezentacji możliwe jest rozpoznanie nieprawidłowości i zniszczenie takich komórek przez limfocyty T cytotoksyczne. Jest to szczególnie istotne w kontekście infekcji wirusowych – o ile przeciwciała są bardzo skuteczne przeciw wolnym wirusom, to nie niszczą zakażonych komórek, które mogą uwalniać nowe wirusy. Cząsteczki MHC klasy I można metaforycznie porównać do okienka, przez które układ odpornościowy może zajrzeć, by sprawdzić, czy komórka jest zdrowa.
Jednym z etapów obróbki antygenu w celu prezentacji przez cząsteczki MHC klasy I jest ubikwitynacja, a następnie proteoliza (pocięcie na mniejsze odcinki) w proteasomach. W wyniku tego procesu powstają kilku-, kilkunastoaminokwasowe peptydy, które w większości podlegają całkowitej degradacji przez odpowiednie peptydazy. Nieliczne jednak są transportowane przez specyficzne białka transportujące TAP do retikulum endoplazmatycznego, gdzie syntetyzowane są cząsteczki MHC klasy I. Po zakotwiczeniu peptydu w MHC klasy I odłącza się cząsteczka TAP, a powstały kompleks transportowany jest na powierzchnię komórki. Limfocyty T są w stanie rozpoznać obce antygeny dopiero wtedy, kiedy są im one zaprezentowane właśnie za pośrednictwem białek MHC na powierzchni komórek. W tym przypadku limfocyty T cytotoksyczne rozpoznają poprzez receptor TCR odpowiedni antygen zaprezentowany przez MHC klasy I, a w trakcie tego łączenia receptora z antygenem łączy się także CD8 limfocytu z MHC klasy I. 
Znane jest też zjawisko prezentacji krzyżowej dokonywanej przez komórki dendrytyczne, w wyniku której zewnątrzpochodne antygeny (typowe dla MHC klasy II) są prezentowane na cząsteczkach MHC klasy I w celu aktywacji limfocytów T cytotoksycznych.
Pewne czynniki mogą wpływać na zwiększenie ekspresji genów MHC i tym samym zwiększenie liczby tych cząsteczek na powierzchni komórek, a w konsekwencji mogą spowodować wydajniejszą odpowiedź immunologiczną ze strony limfocytów T podczas infekcji. Przykładowo pod wpływem interferonu α, β i λ uwalnianego przy zakażeniu zwiększa się ekspresja MHC klasy I. Z drugiej strony pewne wirusy i komórki nowotworowe dążą do zmniejszenia tej ekspresji. Stosują one różne strategie uniemożliwiania prezentacji swoich antygenów przez cząsteczki MHC klasy I, np. zatrzymują je na retikulum endoplazmatycznym lub doprowadzają do ich ubikwitynizacji i zniszczenia w proteasomie. Ta metoda unikania odpowiedzi immunologicznej jest częściowo równoważona działaniem komórek NK (natural killers), które rozpoznają i zabijają komórki z niewystarczającą ekspresją MHC klasy I na ich powierzchni.
Cytotoksyczność komórek NK regulowana jest przez sygnały aktywujące i przeciwstawne im sygnały hamujące przekazywane przez odpowiednie receptory na komórkach docelowych. W zależności od tego, czy dominują sygnały aktywujące czy hamujące, komórka docelowa jest eliminowana lub oszczędzana. Wykrywanie cząsteczek MHC klasy I na powierzchni komórek poprzez receptory KIR komórek NK jest sygnałem hamującym ich naturalną cytotoksyczność. 

## Rola w odrzucaniu przeszczepu
Reakcja układu immunologicznego na obce cząsteczki MHC (tzn. należące do innego osobnika) jest znacznie silniejsza w porównaniu do innych antygenów. W praktyce transplantologicznej najczęściej dochodzi do przeszczepów allogenicznych, tzn. między różnymi genetycznie osobnikami tego samego gatunku. Geny kodujące MHC klasy I i II wykazują największy polimorfizm spośród dotychczas poznanych genów. W praktyce oznacza to, że każdy osobnik poza bliźniakiem jednojajowym traktowany jest przez układ immunologiczny jako obcy, ponieważ w innym przypadku jest wysoce nieprawdopodobne, by miał taki sam zestaw alleli. I to właśnie te różnice w zakresie cząsteczek MHC odgrywają największą rolę w odrzucaniu przeszczepu, dlatego też nazywane są antygenami zgodności tkankowej. Dla powodzenia kluczowy jest więc odpowiedni dobór dawcy i biorcy (tzw. typowanie tkankowe), którzy to powinni wykazywać jak najwięcej wspólnych antygenów MHC. Poza tym pewną rolę w odrzucaniu przeszczepu odgrywają również niepowiązane z MHC tzw. słabe antygeny zgodności tkankowej.
Przeszczep może zostać rozpoznany jako „obcy” zarówno za pośrednictwem cząsteczek MHC klasy I (z wykorzystaniem limfocytów T cytotoksycznych), jak i MHC klasy II (z wykorzystaniem limfocytów T pomocniczych). Komórki prezentujące antygen należące do dawcy, a zwłaszcza jego komórki dendrytyczne znajdujące się w przeszczepie migrują do regionalnych węzłów chłonnych biorcy (co stymulowane jest przez procesy zapalne), gdzie przedstawiają limfocytom T biorcy peptydy i MHC obcego pochodzenia. Może to skutkować aktywacją nawet kilku procent limfocytów T i wzbudzić bardzo silną reakcję układu odpornościowego biorcy. Prezentacja peptydów z allogenicznym MHC klasy I powoduje aktywację limfocytów T cytotoksycznych CD8+. Jest to tzw. prezentacja bezpośrednia. Limfocyty te intensywnie się namnażają i zaczynają atakować przeszczep.